# Vulkaner i Skåne
Vulkaner i Skåne utgörs av  rester av kanske 150 vulkaner, varav omkring 50 ses ovanför markytan. De uppstod under juraperioden. Det var under denna tid som Pangea-kontinenten började brytas upp, och en gammal plattgräns, Tornqvistlinjen, som går snett över Skåne i nordvästlig/sydostlig riktning, utsattes för belastning. Vulkanerna uppstod där Tornqvistlinjen sprack. De flesta utbrotten var av strombolisk typ.

## Gällabjer
I naturreservatet Gällabjer vid Röstånga finns en vulkanrest, som höjer sig 50 meter över omgivningen. Detta är en av de få vulkanerna i området som fortfarande har ett utseende som en kägelvulkan, med sluttande sidor. Dessa sluttande sidor är emellertid ingen kvarleva från själva vulkanen, utan kom dit under den senaste istiden.
56°0′38″N 13°20′14″Ö / 56.01056°N 13.33722°Ö

## Frualid
Vid Frualid norr om Sjöbo finns rester av en vulkan i form av en höjdsträckning vid sjön Vassen strax öster om Vombsjöns nordöstra hörn. Vid Vassens utlopp i väster är sjön uppdämd.
55°41′24″N 13°40′5″Ö / 55.69000°N 13.66806°Ö

## Rallate
Vid Rallate, några kilometer söder om Skäralid, kan man se basaltpelare från själva vulkanröret.
56°1′40.18″N 13°15′54.80″Ö / 56.0278278°N 13.2652222°Ö

## Allarps bjär
Vid Allarps bjär norr om Hallaröd kan man på ett par platser på stigarna se de sexkantiga pelarna av den stelnade magman från kraterröret.
55°59′N 13°25′Ö / 55.983°N 13.417°Ö

## Lillö
Vid Lillö, en halvö i Ringsjön, finns rester av en vulkan.
55°53′N 13°29′Ö / 55.883°N 13.483°Ö

## Djupadals mölla
Detta är ingen vulkan, men marken består delvis av vittrad tuff som bildats vid regn av aska och stenar, som lagt sig i tjocka lager.
56°1′4.58″N 13°23′5.42″Ö / 56.0179389°N 13.3848389°Ö